# Gränsberget, Kärrtorp
La parc de Gränsberget (en suédois : Gränsberget) est un parc et une ancienne colline morainique situés dans les quartiers d'Enskededalen et de Kärrtorp au sud de Stockholm en Suède. 

## Description
S'étendant sur environ 1,3 kilomètre et culminant à 51 mètres d'altitude, le parc faisait partie des propriétés de Hammarby gård et d'Enskede gård. En 1948, Gränsberget a été classé parc dans le plan d'urbanisme afin de créer un espace vert entre les maisons d'Enskededalen et le nouveau quartier résidentiel de Kärrtorp. Bien qu'une petite partie à l'est, située le long de Söderarmsvägen, a été construite avec des immeubles résidentiels dans les années 1960, une grande partie du secteur a conservé sa nature sauvage. L'ancien torp de Kärrtorp, qui a donné son nom au quartier, est l'un des rares bâtiments historiques préservés. 
En 2009, le conseil municipal de Stockholm a décidé de renommer la partie centrale de Gränsberget en Kärrtorpsparken tandis que la partie nord est devenue Fäholmaskogen. Fäholma était autrefois le nom d'une zone marécageuse et forestière qui s'y trouvait. La partie sud du Gränsberget a pu conserver son ancien nom et ne comprend désormais que la zone forestière entre l'école de Skarpnäck au nord et Sockenvägen au sud.
Aujourd'hui traversée par un sentier, la colline est restée à l'état naturel, avec affleurements rocheux apparents et sa prédominance de pins.

## Galerie

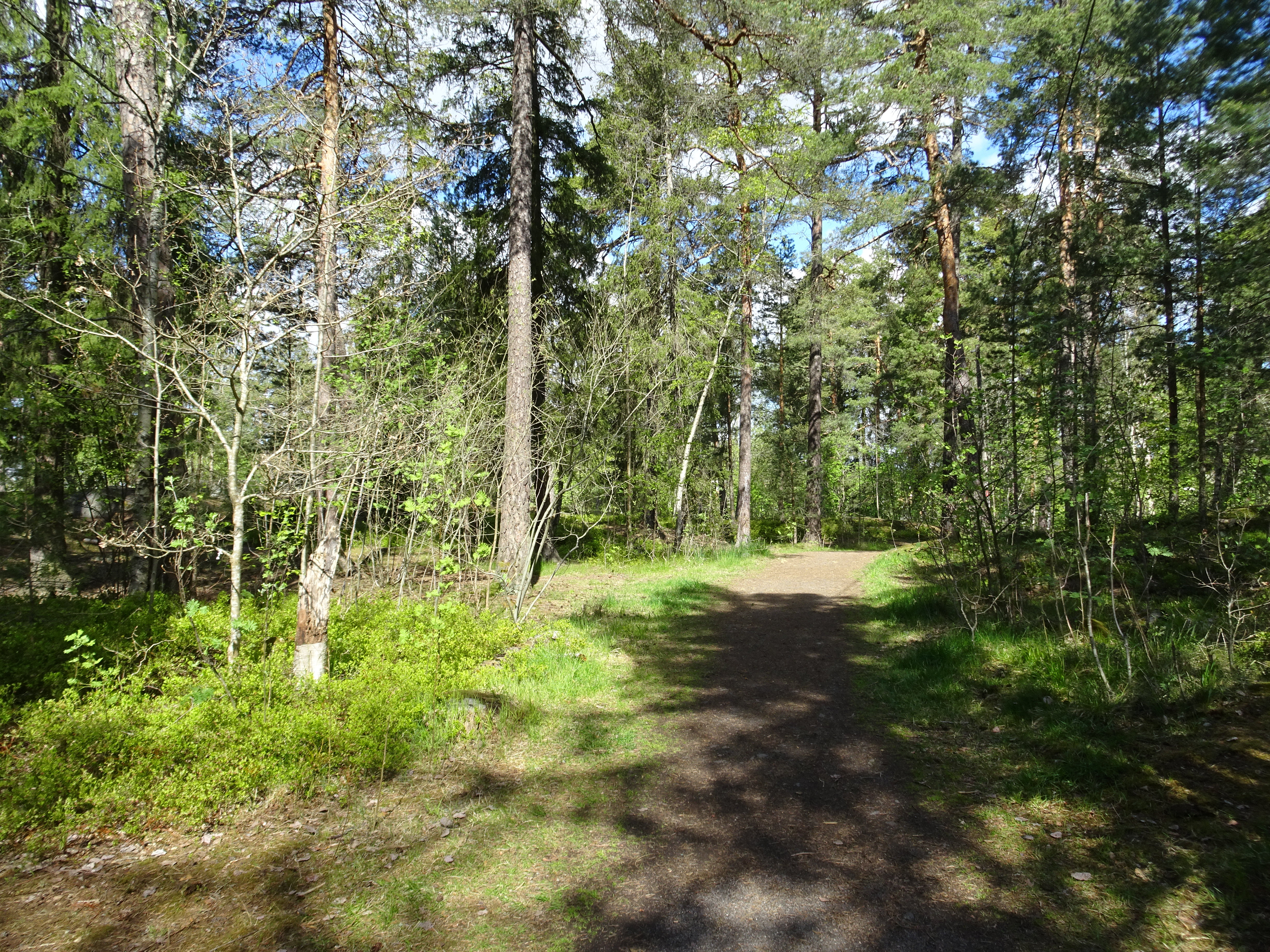
Sentier de Gränsberget.
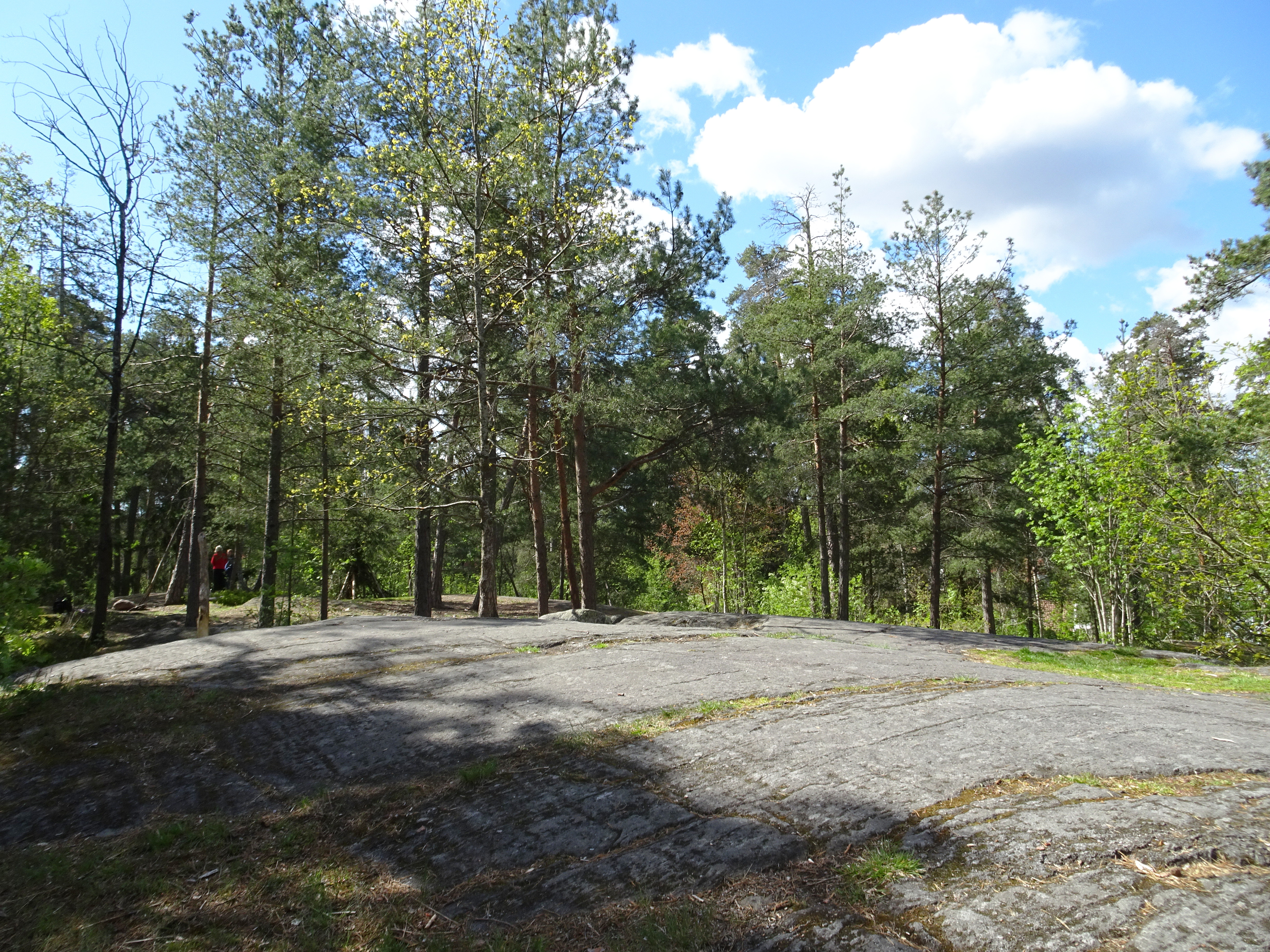
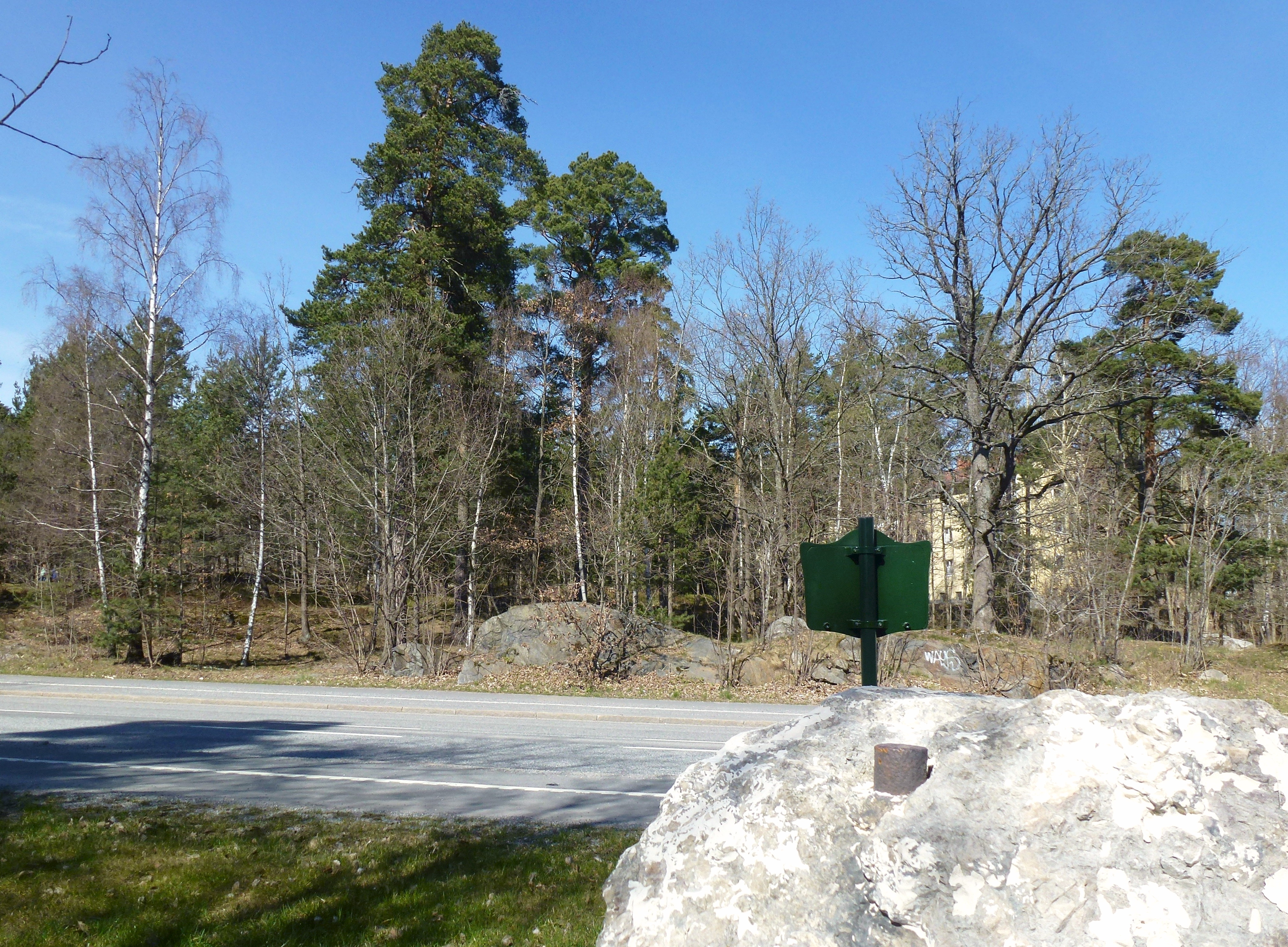